# Radowo Małe
Radowo Małe (in tedesco Klein Raddow) è un comune rurale polacco del distretto di Łobez, nel voivodato della Pomerania Occidentale.
Ricopre una superficie di 180,40 km² e nel 2007 contava 3 728 abitanti.